# Семенишин Володимир Григорович
Володимир Григорович Семенишин (рос. Владимир Григорьевич Семенишин; 15 червня 1910, Санкт-Петербург — 29 вересня 1943) — радянський офіцер, Герой Радянського Союзу, в роки німецько-радянської війни штурман 298-го винищувального авіаційного полку 219-ї бомбардувальної авіаційної дивізії 4-ї повітряної армії Північно-Кавказького фронту, майор.

## Біографія
Народився 15 червня 1910 року в Санкт-Петербурзі в сім'ї робітника. Росіянин. Член ВКП(б) з 1937 року. Закінчив 7 класів. Працював шофером.
У Червоній Армії з 1932 року. Закінчив школу механіків-водіїв, а в 1936 році — Качинську військово-авіаційну школу пілотів. Проходив службу в частинах Далекосхідного і Західного особливого військових округів.
Учасник радянсько-фінської війни 1939—1940 років.
На фронтах німецько-радянської війни з червня 1941 року. Брав участь у боях під Білою Церквою, Ростовом, Таганрогом.
З червня 1941 року по 11 травня 1942 року Володимир Семенишин літав на І-16. 11 травня 1942 він був тяжко поранений, виконуючи черговий бойовий виліт над Кубанню. Поранений льотчик насилу привів пошкоджений літак на свій аеродром. Кілька місяців Володимир Семенишин провів у госпіталях. Після лікування його направили в 25-й запасний авіаційний полк, потім він отримав посаду штурмана 298-го винищувального авіаційного полку, одночасно йому присвоїли військове звання майора.
До травня 1943 року майор Володимир Семенишин здійснив 136 бойових вильотів, у 29 повітряних боях особисто збив вісім і в парі сім літаків противника.
Указом Президії Верховної Ради СРСР від 24 травня 1943 року за зразкове виконання бойових завдань командування на фронті боротьби з німецько-фашистськими загарбниками і проявлені при цьому мужність і героїзм, майору Володимиру Григоровичу Семенишину присвоєно звання Героя Радянського Союзу з врученням ордена Леніна і медалі «Золота Зірка» (№ 996).
18 липня 1943 року Володимира Семенишина призначили командиром полку замість підполковника І. А. Тараненко, через кілька днів він отримав підполковника.
У повітряному бою 29 вересня 1943 року Володимир Семенишин збив три літаки упротивника, потім він покинув свою палаючу «Аерокобру», але пошкоджений парашут не розкрився.
Всього за роки війни здійснив понад 300 бойових вильотів, збивши 23 літака противника особисто і 13 в групі.

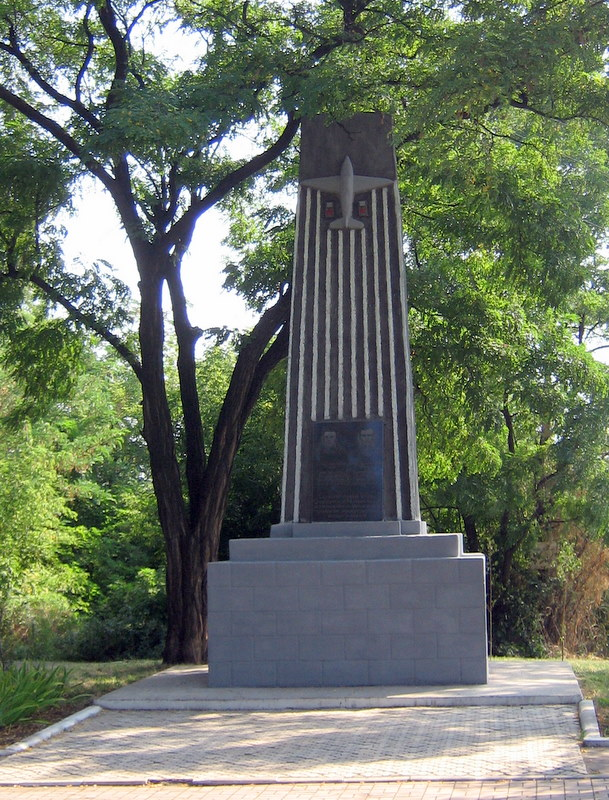
Могила Володимира Семенишина

В кінці вересня був похований в Маріуполі в Театральному сквері. У березні 1944 року його прах був перенесений у Міськсад.

## Нагороди, пам'ять
Нагороджений двома орденами Леніна, орденами Червоного Прапора, Вітчизняної війни 1-го ступеня.
В місті Маріуполі іменем Героя названа вулиця; його ім'я присвоєне середній школі № 2.